# ニキラーナンダ
ニキラーナンダ（Swami Nikhilananda,1895年 - 1973年）は、ヒンドゥー教の出家者、翻訳家。19世紀のインドの宗教家ラーマクリシュナの妻であり自身も宗教家として活動したサーラダー・デーヴィーに教化を受けた導師である。
ニキラーナンダは1933年に、ニューヨークにラーマクリシュナ・ミッションの支部としてラーマクリシュナ・ヴィヴェーカーナンダ・センターを設立し、1973年に死去するまでセンター長を務めた。
マヘーンドラナート・グプターがラーマクリシュナの晩年5年間の言行をまとめたベンガル語の書物 "Sri Ramakrishna Kathamrita" を英訳し、1942年に "The Gospel of Ramakrishna" （邦題『ラーマクリシュナの福音』）というタイトルで1冊の本として出版した。

## 主な著書（和訳されているもの）
- 『スワミ・ヴィヴェーカーナンダの生涯』 橘堂正弘・三浦愛明訳、法律文化社、1996年5月
- 『ホーリー・マザーの生涯 - 現代インドの聖女サーラダー・デーヴィーの生涯』 日本ヴェーダーンタ協会、2005年1月

### 共著
- 『ヨーガを学ぶ人々に』（増頁版） 小松文彦・井上久美子訳、日本ヴェーダーンタ・ソサイティ、1978年9月

### 翻訳書
- マヘンドラナート・グプタ 『ラーマクリシュナの福音』（全訳） 日本ヴェーダーンタ協会、1987年12月